# Carl-Erik Eriksson
Carl-Erik Mauritz Eriksson, noto anche con lo pseudonimo di Jätten (Stoccolma, 20 maggio 1930 – Stenhamra, 31 luglio 2023), è stato un bobbista svedese.
Sportivo di riferimento della Nazionale di bob della Svezia, partecipò a sei Olimpiadi invernali consecutive dal 1964 al 1984 sia nel bob a quattro sia nel bob a due (tranne a Grenoble 1968), divenendo all'epoca il primo olimpionico a competere in sei edizioni e il più anziano ai Giochi di Sarajevo 1984 (52 anni). L'unica altra bobbista al mondo ad aver partecipato a sei olimpiadi è stata l'italiana Gerda Weissensteiner (sebbene abbia gareggiato 4 volte con lo slittino e solo 2 con il bob). 
Sebbene fosse alto solo 176 cm, Eriksson fu soprannominato "Gigante" (Jätten) dopo una foto pubblicata su un giornale tedesco che lo ritraeva mentre sollevava un bob a quattro da solo, mentre gli altri tre componenti tenevano l'altro lato.

## Biografia
Originario di Färingsö, un'isola del lago Mälaren (a ovest di Stoccolma), iniziò la sua carriera sportiva come sciatore
Nel 1957, Carl-Erik Eriksson accompagnò come turista un gruppo di bobbisti svedesi a Garmisch-Partenkirchen, dove la squadra svedese di bob era in difficoltà ed ebbe poi bisogno di un sostituto dopo l'infortunio di un componente. Andando a prendere il bob nel garage, i tre compagni rimasero dalla stessa parte ed Eriksson rimase a sollevare da solo metà del bob (pesante 270 kg): un fotografo di un giornale tedesco lo fotografò e scrisse che "gli svedesi devono avere un gigante con loro". Da allora Eriksson abbandonò lo sci, dedicandosi solo al bob, rivelando il proprio talento. Per questo scelto per le Olimpiadi invernali di Innsbruck 1964, classificandosi all'11º posto nella gara a quattro, mentre nella gara in coppia con Jan-Erik Åkerström si fermarono alla seconda manche.
In Svezia, ha gareggiato per il Djurgårdens Idrottsförening (DIF), con cui vinse quattro ori ai campionati nazionali di bob a due: tre con Eric Wennberg (1965, 1966 e 1968) e uno con Leif Johansson (1970).
Fu nuovamente convocato per le Olimpiadi di Grenoble 1968 in coppia con il cinquantenne Eric Wennerberg, che si classificarono al 18º posto.
Nel 1970 vinse l'ultima edizione del campionato svedese sulla pista di slittino di Hammarstrand (attiva dal 1962 al 1970): Carl-Erik raggiunse la pista con 10 giorni di anticipo, noleggiò un trattore per trainare il bob in salita e fece 126 discese, tutte con diversi frenatori, scelti tra gli abitanti; vinse la gara con un distacco di cinque secondi, cosicché la Federazione del bob avrebbe voluto squalificarlo con la motivazione che "si era allenato troppo sulla pista": il Gigante avvertì l'allora presidente della DIF Hugo Caneman, che chiarì subito alla federazione che una squalifica per questi motivi era impensabile.
Alle Olimpiadi di Sapporo 1972, pur usando un vecchio bob che doveva essere saldato ad ogni discesa per evitare che si spezzasse a metà,  Eriksson e Jan Edvin "Janne" Johansson ottennero il miglior risultato svedese fino a quel momento (6º posto). Il risultato poteva essere anche migliore (forse un quarto posto), ma all'inizio della seconda manche le suole delle scarpe di Janne Johansson si staccarono, facendo scivolare il frenatore e non facendo prendere al bob la giusta velocità, perdendo così circa un secondo; nella manche finale, il bob del Gigante fu però il secondo equipaggio più veloce: questo risultato è ancora oggi il secondo miglior tempo sulla pista di Sapporo.
Nel 1973 Eriksson fu ingaggiato dalla DDR, nazione leader del bob, come pilota collaudatore del bob a quattro sulla pista di Oberhos, riammodernata dopo alcuni gravi incidenti. Dopo due discese controllate, decisero di scendere a tutta velocità nella terza manche: a 60 metri dalla fine, il bob si ribaltò facendo scivolare i bobbisti fino al traguardo "come palle di neve". Con i generali dell'esercito della DDR schierati in tribuna d'onore e preoccupati, giunsero le ambulanze e, con la scrupolosità tedesca, l'ospedale era già stato allertato, ma Erikkson disse alla squadra di fare un'altra discesa, altrimenti non l'avrebbero mai più fatta e conclusero con buoni risultati. I tedeschi dell'Est però non osarono più usare i bob a quattro su quella pista, per la quale fecero fabbricare dei bob a tre posti.
Nel 1976 Carl-Erik Eriksson fu portabandiera alla cerimonia di apertura delle Olimpiadi di Innsbruck 1976; nel bob a due fu 9° e nel quattro finì 16°.
Carl-Erik Eriksson si presentò alle Olimpiadi di Lake Placid 1980, dopo essersi rotto la clavicola in un'uscita di pista durante le prove preolimpiche. Dopo la terza manche, il bob svedese era al quinto posto della classifica parziale del bob a quattro. Nella quarta ed ultima manche gli svedesi completarono l'undicesima curva a 140,1 km/h, velocità più alta mai raggiunta (il bob vincitore pilotato da Nehmer della DDR aveva raggiunto "solo" i 139,8 km/h), ma poi sbagliarono l'ingresso della 12ª e ultima curva della pista del Monte Van Hoovenberg e si ribaltarono "sul tetto": la forza G era così enorme che il frenatore Kenth Rönn non riuscì a rimanere seduto, perdendo la presa e cadendo a 75 metri dal traguardo, facendo squalificare la squadra.
Dopo Lake Placid 1980, fu considerato ormai uno sportivo "finito" dalla federazione di bob, che durante un'importante conferenza stampa non lo inserì nemmeno tra i candidati alle Olimpiadi, né tanto meno era stato invitato a partecipare alla conferenza, sostenendo che continuare a far gareggiare questo "imbranato" nell'élite del bob fosse una prova di povertà. Eriksson si arrabbiò così tanto che ipotecò la propria fattoria di Kungsberga per ottenere un prestito di 600.000 corone svedesi, con cui reclutò una squadra e pagò praticamente tutti i costi per quattro anni, qualificandosi dopo alcune buone gare di Coppa del Mondo nella prestagione. Alle Olimpiadi di Sarajevo 1984 si piazzò al 19º posto nel bob a due e al 21° nel bob a quattro. Quando il 18 febbraio 1984, a Sarajevo, lanciò il casco in mezzo alla folla dopo aver terminato la sua ultima discesaa, aveva "vinto" la sua sesta Olimpiade consecutiva: avrebbe compiuto 54 anni poco più tardi nel corso dell'anno e questa Olimpiade lo rese non solo il detentore del record, ma anche il più vecchio olimpionico invernale di tutti i tempi.
Terminata la carriera sportiva attiva, Eriksson rimase fedele allo sport del bob, vendendo accessori per il bob e allenando temporaneamente la squadra nazionale di bob svedese e rimanendo membro del consiglio direttivo nazionale fino al 2010. Dallo stresso anno, Eriksson contribuì a costruire la squadra nazionale svedese di skeleton.
Negli ultimi anni di vita ebbe problemi con una gamba, che fu costretto ad amputarla, tuttavia pur avendo anche problemi di memoria, mantenne il suo spiccato senso dell'umorismo. Morì all'età di 93 anni, lascia la moglie e un figlio.

## Riconoscimenti
Il 29 ottobre 2022, Carl-Erik Eriksson è stato inserito come membro numero 27 nella Hall of Fame della polisportiva Djurgårdens Idrottsförening.

## Palmares
Campionati svedesi di bob: 4 ori (1965, 1966, 1968, 1970)